# Urocystis scilloides
Urocystis scilloides är en svampart som beskrevs av Denchev & Kakish. 2000. Urocystis scilloides ingår i släktet Urocystis och familjen Urocystidaceae.   Inga underarter finns listade i Catalogue of Life.